# عهدنامه کالیاس
عهدنامه کالیاس (یونانی: Ειρήνη του Καλλίου) یک عهدنامهٔ بسته شده در حدود ۴۴۹ سال پیش از میلاد میانِ اتحادیه دلوس و هخامنشیان (اردشیریکم )بود که به جنگ‌های یونانی-ایرانی (جنگ‌های ایران و یونان) پایان داد. این معاهده به عنوانِ نخستین معاهدهٔ سازش میانِ هخامنشیان و شهرستان‌های یونان بود.
این صلح‌نامه با میانجیگریِ کالیاس که یک سیاستمدار آتنی بود انجام شد و به همین نام نیز شهره شد.
آگاهی‌های ما دربارهٔ این صلح نامه از منابعِ سخنورانِ قرنِ چهارم پیش از میلاد همچون ایسوکراتس، دموستن و دیودور سیسیلی است.

## خوانش بیشتر
- De Ste. Croix, G.E.M. ,The Origins of the Peloponnesian War, London 1972 (especially the Appendices).
- Rhodes, P.J. The History of the Classical World 478–323 BC, 2005.
- Badian, E. “The Peace of Callias. ” The Journal of Hellenic Studies 50 (1987): 1–39.
- Samons, Loren J. “Kimon, Kallias and Peace with Persia. ” Historia: Zeitschrift Fur Alte Geschichte 47 (1998): 129–140.